# 401
401 (CDI) fue un año común comenzado en martes del calendario juliano, en vigor en aquella fecha.
En el Imperio romano, el año fue nombrado como el del consulado de Vicencio y Fravito, o menos comúnmente, como el 1154 Ab urbe condita, adquiriendo su denominación como 401 a principios de la Edad Media, al establecerse el anno Domini.
Es el primer año del siglo V. 

## Acontecimientos
- 18 de noviembre: Los visigodos atacan en norte de Italia.
- 22 de diciembre: Inocencio I es elegido papa.

## Nacimientos
- León I del Imperio bizantino.

## Fallecimientos
- 19 de diciembre: papa Anastasio I.